# Pensamiento de una noche tranquila
Pensamiento de una noche tranquila (en chino: 靜夜思, en pinyin Jìngyè sī) es un famoso poema escrito por el poeta de la dinastía Tang, Li Bai (también conocido como Li Bo o Li Po).

## Texto
El siguiente texto es una versión realizada durante la dinastía Qing, con pronunciación en chino mandarín. Se enseña a los niños en escuelas taiwanesas y chinas.
| 《靜夜思》 (Traditional)                    | 《静夜思》 (Simplified)                     | "Jìng yè sī" (Pinyin)                                                               | "Pensamiento de una noche tranquila" (Traducción al castellano) |
| ------------------------------------------- | ------------------------------------------- | ----------------------------------------------------------------------------------- | --- |
| 床前明月光 疑是地上霜 舉頭望明月 低頭思故鄉 | 床前明月光 疑是地上霜 举头望明月 低头思故乡 | Chuáng qián míngyuè guāng Yí shì dìshang shuāng Jǔtóu wàng míngyuè Dītóu sī gùxiāng | Resplandece ante mi lecho la clara luz lunar, ¿o es escarcha en el suelo lo que acaso veo brillar? Alzando la cabeza, contemplar puedo la luna; luego, si la agacho, pensar sólo en el hogar. |

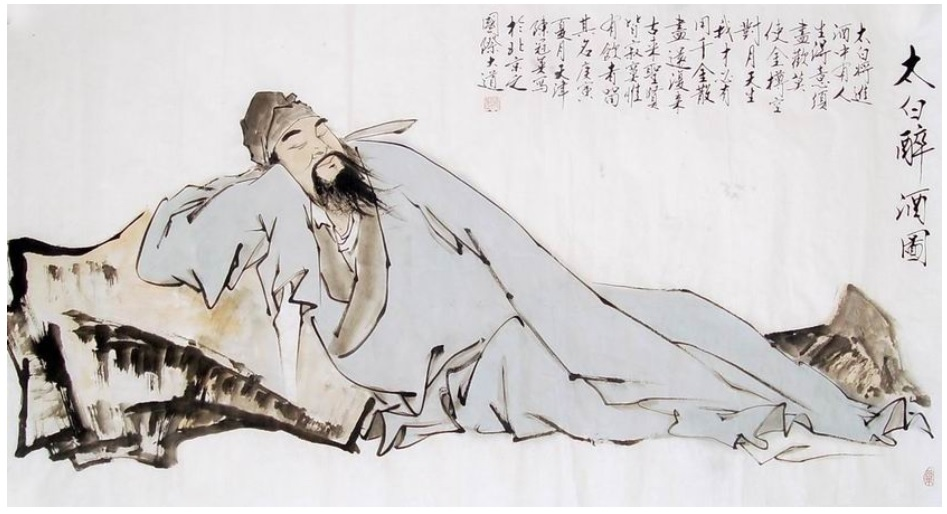
Una pintura de Li Bai con su poesía

### Versiones
Hay otras versiones de este poema que reemplazan "la brillante luz de la luna" (en chino: 明月光) con "Veo la luz de la luna" (en chino: 看月光) y/o con "la montaña y la luna" (en chino: 山月). La inserción del carácter 明 (míng "luz/brillante") en la poesía era una práctica común durante la dinastía Ming (大明), cuyo nombre chino presenta este carácter, 明 (míng). Para una edición del poema, realizada en el siglo XVII, se introdujeron notas, que están recogidas en los ejemplos dados por la "Sociedad de preservación de libros raros #Li Bai Tang Poem" al recoger los poemas de Li Bai.

## Antecedentes y evaluación
Li se inspiró para el poema en sus experiencias personales como erudito confuciano que vivió alejado de su ciudad natal. En la época de la China imperial, los eruditos y artesanos afiliados a la corte a menudo se separaban de sus lugares de origen durante períodos prolongados como parte de sus deberes y lealtades como cortesanos o súbditos dignos del emperador de China. Si bien, según el ritual confuciano tradicional se esperaba que el cortesano permaneciera como un súbdito leal al emperador y cumpliera con los deseos del emperador, la piedad filial también formó uno de los cimientos del pensamiento confuciano y enfatizó la importancia de honrar las raíces y la familia propia. Sin embargo, el emperador también era considerado el "Padre" de todos sus súbditos, por lo que también se requería que sus cortesanos expresaran sus deberes filiales hacia el emperador. A través del poema, Li Bai expresa las responsabilidades de piedad filial hacia el emperador y hacia sus orígenes al expresar su nostalgia por su ciudad natal. De acuerdo con los valores confucianos, se cumple con la obediencia por la obligación de permanecer leal al edicto imperial, de acuerdo a los valores confucianos de piedad filial, y también se expresa la tristeza de estar lejos de su tierra y sus seres queridos. El poema alude a la luna del octavo mes lunar chino (septiembre) y por tanto a la Fiesta del Medio Otoño, un festival muy importante en la cultura de China por su sintonía con los valores familiares chinos y que se celebra tradicionalmente en familia. Por lo tanto, Li se lamenta por la imposibilidad de la reunión familiar debido a la importancia del edicto imperial que le impide estar con seres queridos, pero enfatiza la importancia de valorar el origen de uno, incluso en medio de la imposibilidad de la reunión.
El poema es uno de los poemas shih de Li, estructurado como una sola cuarteta en métrica de verso ritmado de cinco caracteres con un esquema de rima AABA simple (al menos en su dialecto original, chino medio, así como en la mayoría de los dialectos chinos contemporáneos). Es breve y directo de acuerdo con las pautas de la poesía shih, y no puede concebirse como un poema puramente personal, sino como un poema relacionado con todos aquellos separados de sus lugares de origen por obligación. Por lo tanto, en contraste con el estilo Gushi (poesía) más largo y de forma más libre de Li Bai, "Pensamiento de noche tranquila" es vago, pero expresa solemnidad y anhelo a través de una combinación de las imágenes nocturnas y su forma sobria.

## Legado
Desde su concepción durante la dinastía Tang, "Pensamiento de una noche tranquila" sigue siendo uno de los poemas más famosos y memorables de Li Bai. Aparece en antologías de poesía china clásica, como Trescientos poemas Tang, y se enseña popularmente en las escuelas de idioma chino como parte del plan de estudios de literatura de China. También se enseña comúnmente como una de las primeras obras de poesía china en la educación de los jóvenes por su relativa simplicidad y el uso directo pero efectivo de imágenes para provocar valores confucianos básicos.